# Stinker
Stinker – czwarty singel zespołu Janitor Joe wydany w 1993 roku przez Amphetamine Reptile Records. Utwory nagrano 23 i 24 sierpnia 1993 w AmRep Recording Division.

## Lista utworów
1. "Stinker" (muz. i sł. Janitor Joe) – 2:25
2. "Pest" (muz. i sł. Janitor Joe) – 3:40

## Skład
- Joachim Breuer – śpiew, gitara
- Wayne Davies – gitara basowa
- Matt Entsminger – perkusja

produkcja
- Tim Mac – inżynier dźwięku